# Orde van de Zegerijke Februari

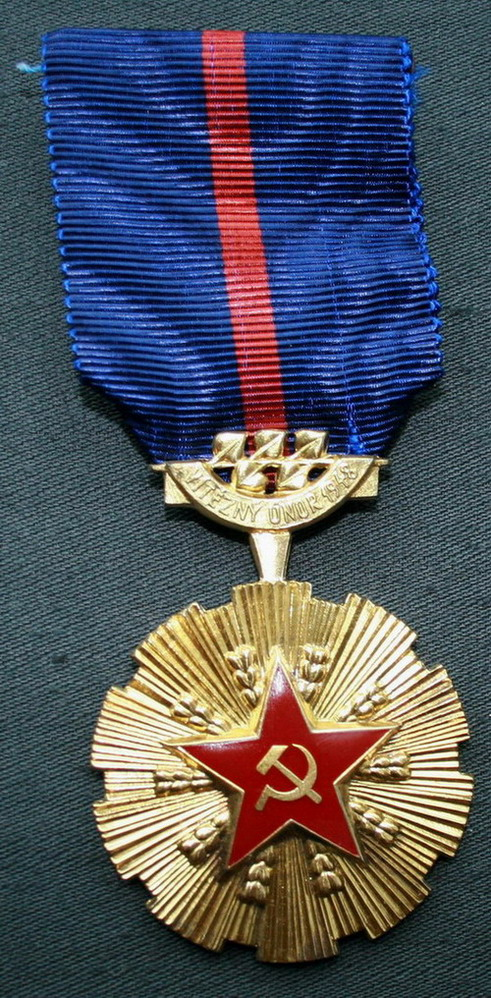
Medaille

De Orde van de Zegerijke Februari (Tsjechisch: Řád Vítězného února) werd in 1973 ingesteld door de regering van Tsjechoslowakije. De orde beloonde "verdienste bij de opbouw van de socialistische Tsjechoslowaakse republiek en het bevorderen van internationale relaties. Deze orde werd na het opheffen van Tsjechoslowakije in 1990 opgeheven en zij komt niet langer voor in de lijst van onderscheidingen van Tsjechië of Slowakije. Men mag haar nog wel dragen.
Het lint van de orde is blauw met in het midden een rode streep. Het kleinood is een rond zilveren schild met tien gegraveerde stralenbundels. In het midden is een rode vijfpuntige ster met hamer en sikkel, symbool van het communisme, geplaatst. De achterkant is vlak maar er is een serienummer op ingeslagen.
Het kleinood is met een gesp aan het lint vastgemaakt. Deze gesp heeft op een rol het opschrift "Řád Vítězného února" en daarboven zijn drie opgeheven handen met lindetakken afgebeeld.